# Långfredagsslaget vid Uppsala
Långfredagsslaget i Uppsala den 6 april 1520 var ett slag mellan en svensk bondehär, anhängare till Sten Sture den yngre, och kung Kristian II:s danska armé.
Slaget började med att de svenska trupperna gick till anfall i snöoväder. Snön gjorde att det danska kavalleriet hade svårt att samordna anfall och de utländska legotrupperna hade svårt att hålla sina eldhandvapen torra så att de kunde avfyras. I det handgemäng som följde var även bondeuppbådets yxor ett farligt vapen. De svenska trupperna tog därför ut segern i förskott och började plundra slagfältet, vilket gjorde det möjligt för de danska trupperna att samla sig till ett motanfall, och slaget slutade med dansk seger. De svenska och danska soldaterna har totalt uppskattats till mellan 4 000 och 7 000 personer.
De stupade svenskarna verkar ha fått ligga kvar på slagfältet länge, möjligtvis därför att Sverige var lyst i bann och döda fick därför inte begravas i vigd jord. År 2001 upptäcktes en massgrav i området öster om Uppsala slott. Totalt hittades skelett efter 60 individer i området och skeletten visade tecken på svärdshugg och andra skador som uppkommit genom våld. Skeletten visade också tecken på att ha legat utomhus och härjats av väder och vind.
Slagfältet har lokaliserats till området mellan Akademiska sjukhuset och Studenternas IP.

### Fotnoter
1. ↑  Ericson Wolke (2006), s. 105
2. ↑  Ericson Wolke (2006), s. 106-107
3. ↑  Ericson Wolke (2006), s. 107